# 必背镇
必背镇，是中华人民共和国广东省韶关市乳源瑶族自治县下辖的一个乡镇级行政单位。

## 行政区划
必背镇下辖以下地区：
必背口社区、必背村、桂坑村、公坑村、王茶村、半坑村、横溪村和方洞村。